# Dipartimento di Taï
Il dipartimento di Taï è un dipartimento della Costa d'Avorio situato nella regione di Cavally, distretto di Montagnes.
Nel censimento del 2014 è stata rilevata una popolazione di 102.948 abitanti. 
Il dipartimento è suddiviso nelle sottoprefetture di Taï e Zagné.